# Peter-und-Pauls-Kirche (Heepen)
St. Peter und Paul ist die evangelisch-lutherische Pfarrkirche im Bielefelder Stadtteil und gleichnamigen Stadtbezirk Heepen im Kirchenkreis Bielefeld der Evangelischen Kirche von Westfalen. Sie ist die Urpfarrkirche der heutigen Stadt Bielefeld.

## Geschichte
Die erste Erwähnung des Ortsnamens „Hepyn“ tritt in der Vita Meinverci auf, wonach der Paderborner Bischof Meinwerk (1009–1036) einen Zehnten des Vorwerkes Heepen dem von ihm gegründeten Busdorfkloster in Paderborn gab. Die Heepener Kirche ist zunächst wahrscheinlich nicht als Pfarr-, sondern als Eigenkirche des bischöflichen Hofes in Heepen begründet worden. Hieraus entwickelte sich schließlich eine eigenständige Pfarre. Von ihr wurde 1236 St. Nicolai im benachbarten, wachsenden Bielefeld abgepfarrt. Bielefeld gehörte bis dahin zum Heepener Sprengel.
Umfangreiche Renovierungsarbeiten in der heutigen dreischiffigen gotischen Hallenkirche St. Peter und Paul erlaubten 1959 eine archäologische Grabung, in der die Baugeschichte ansatzweise geklärt werden konnte. Der erste nachgewiesene romanische Kirchbau am heutigen Standort konnte nicht eindeutig datiert werden. Es handelte sich um eine einschiffige Kreuzkirche mit Apsis und Westturm, der möglicherweise ein Holzbau vorausging. Der Steinbau muss spätestens im 11. Jahrhundert entstanden sein. Um 1150 erfolgte eine Verbreiterung und ein Ausbau mit Rechteckchor, um 1230 folgte die Einwölbung, die den Kern der heutigen Mittelschiffsjoche darstellt. 1503 erweiterte man schließlich die Kirche um ein zweijochiges nördliches Seitenschiff, den man 1654 um ein drittes Joch erweiterte. 1835 bis 1837 schließlich kam es zum Umbau von St. Peter und Paul in eine dreischiffige Hallenkirche, indem man ein südliches Seitenschiff in neogotischer Bauweise hinzufügte. Im Rahmen der Renovierungsarbeiten im Jahr 1959 erfolgte die Herausnahme aller Emporen, und die Tür in der Mitte der Südseite wurde zugesetzt.

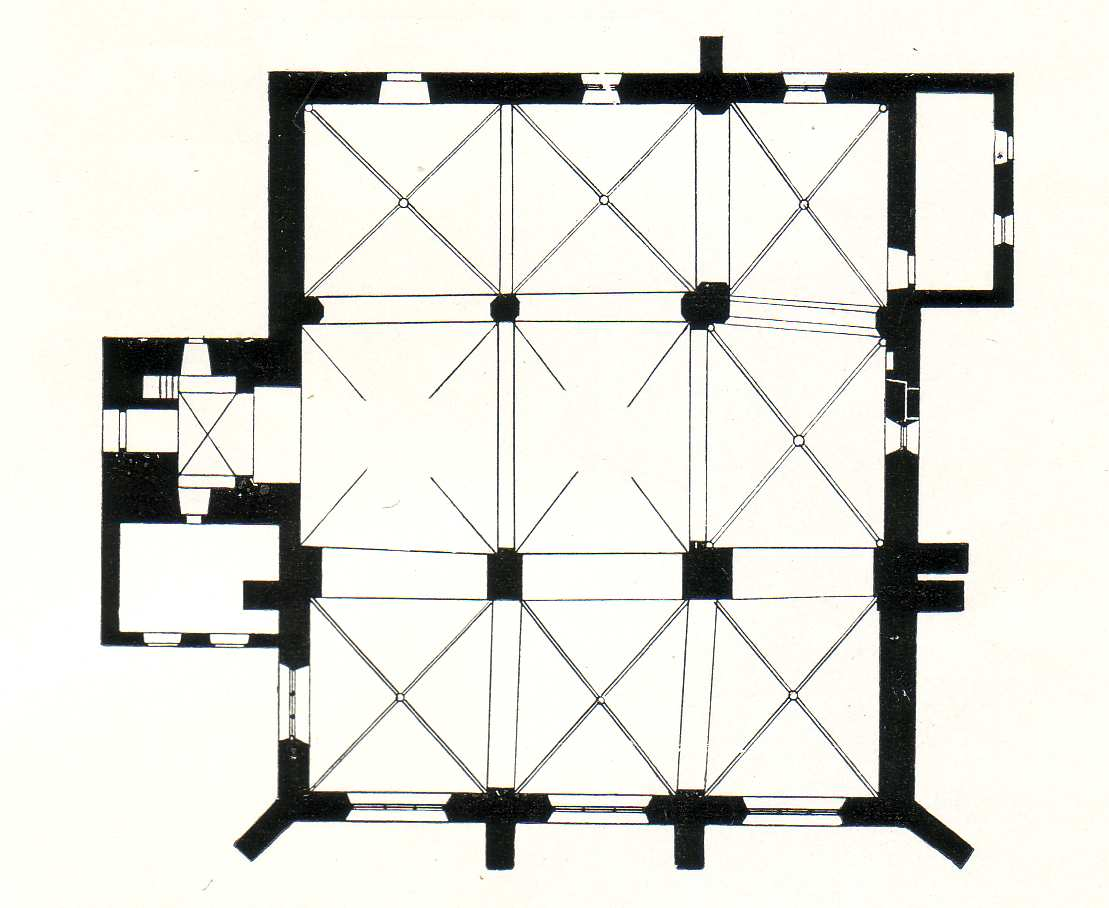
Grundriss 1906
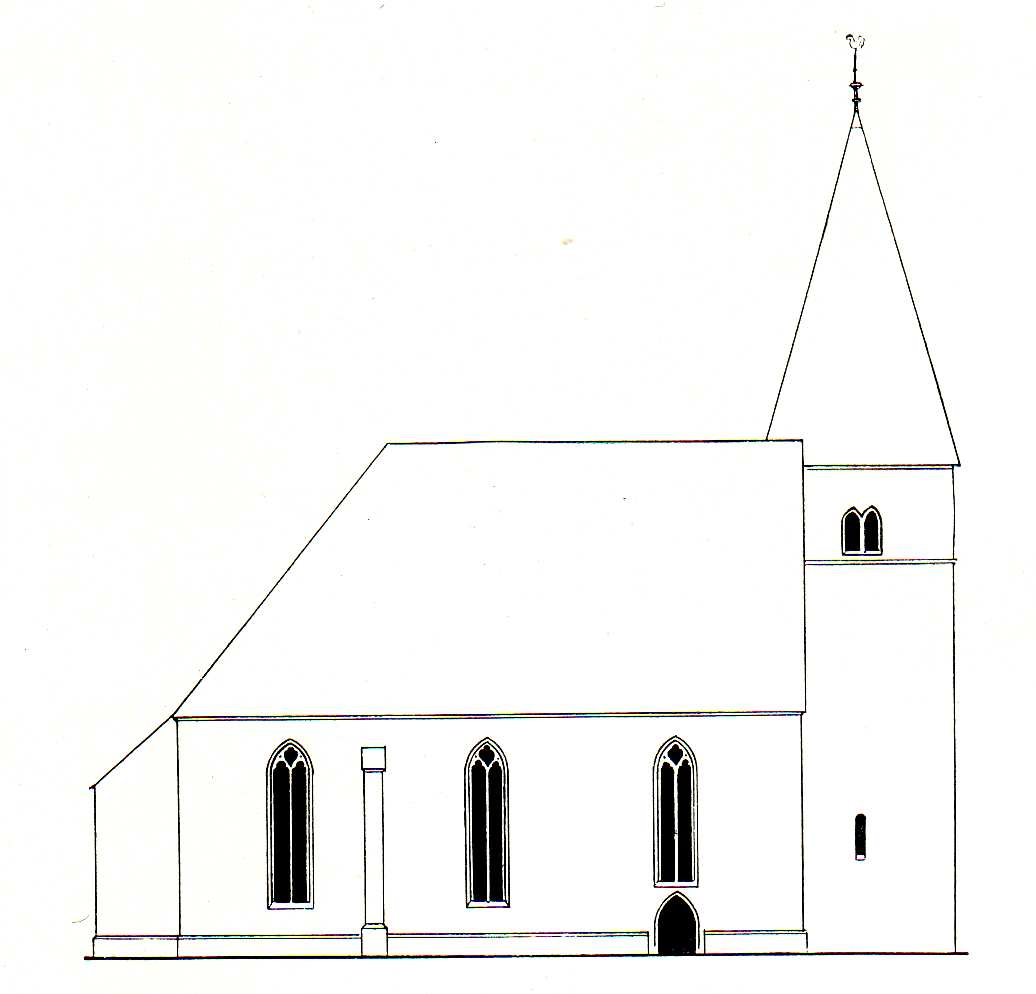
Nordseite 1906
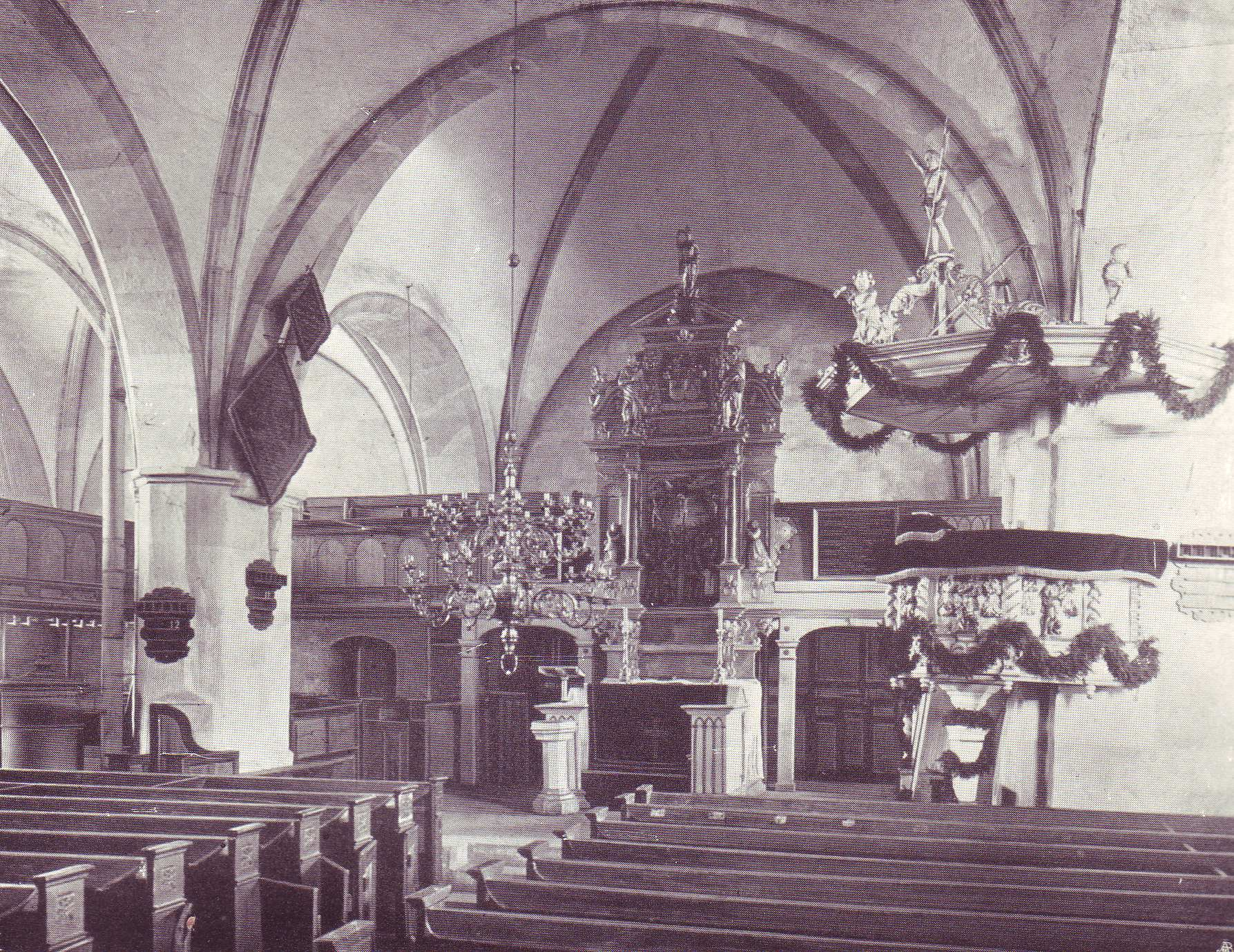
Blick zum Chor 1902
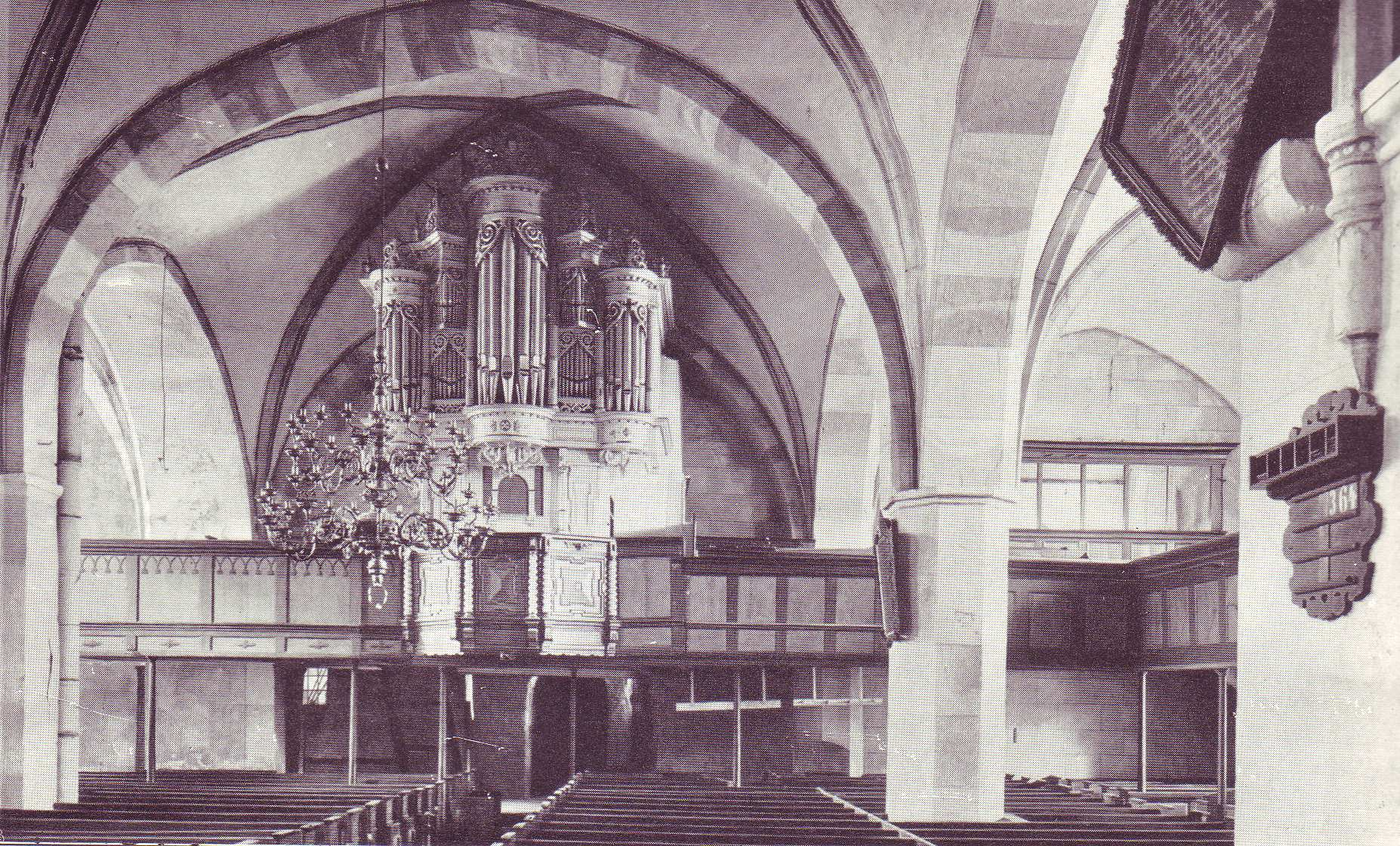
Orgelempore 1902
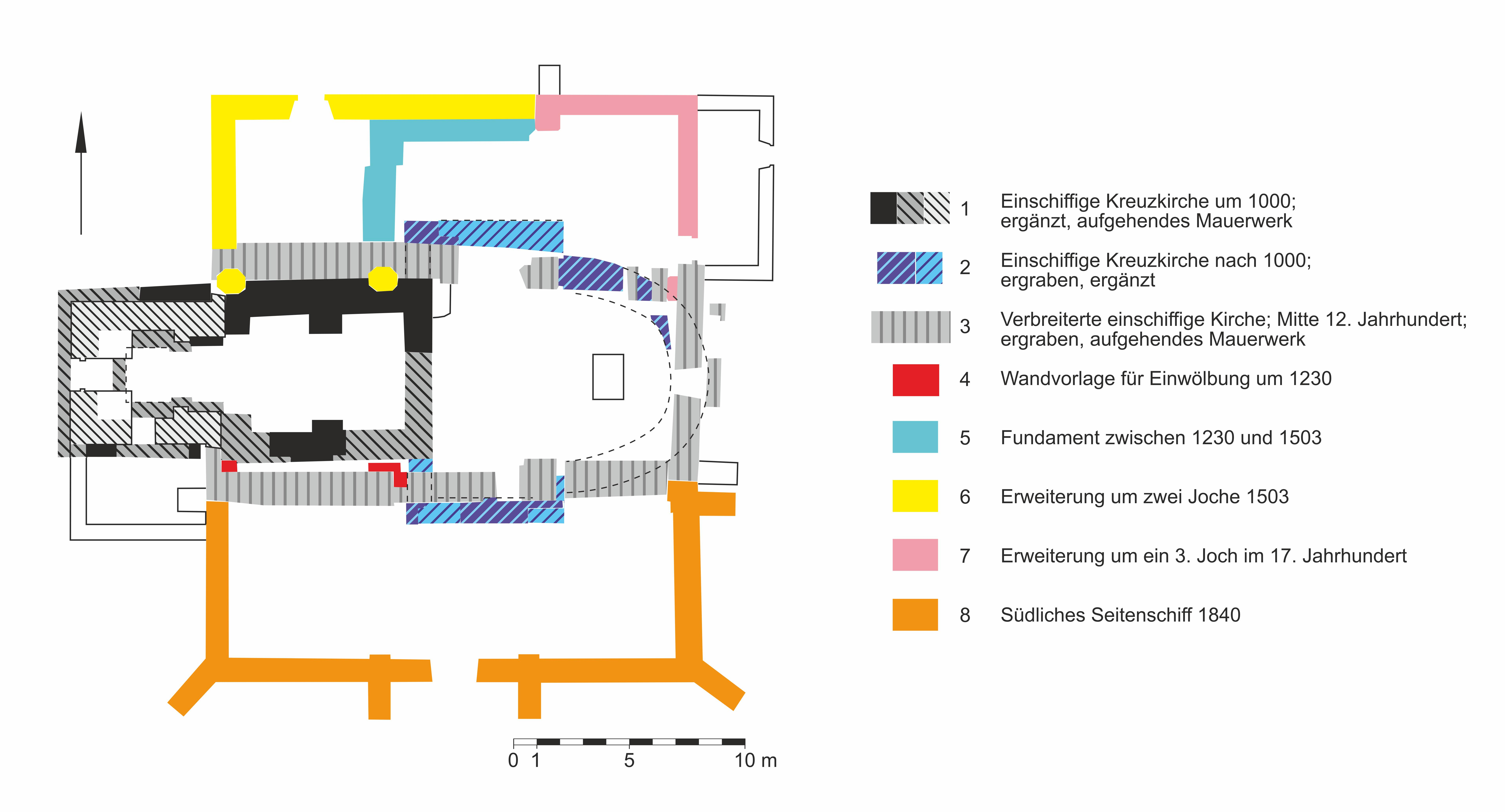
Grundrisse der verschiedenen Bauperioden (nach A. Doms)

## Glocken
| Name             | Gebetsglocke | Taufglocke      | Auferstehungsglocke |
| Gussjahr         | 1548         | 1952            | 1952                |
| Gießer           |              | Bochumer Verein | Bochumer Verein     |
| Metall           | Bronze       | Gussstahl       | Gussstahl           |
| Durchmesser (mm) | 1270         | 1180            | 1600                |
| Gewicht (ca. kg) | 1000         | 630             | 1600                |
| Schlagton        | e'           | fis'            | cis'                |